# Breaking Free
"Breaking Free" là bài hát từ bộ phim nguyên gốc Disney High School Musical và đã được phát hành làm đĩa đơn trong album nhạc phim cùng tên. Bài hát được thể hiện bởi Zac Efron, Vanessa Hudgens cùng sự góp giọng của Drew Seeley nhưng Seeley đã không được đưa vào danh sách thực hiện. Đĩa đơn đã được phát hành ngày 28 tháng 9 năm 2006.
Bài hát đã xuất hiện lại trong album tuyển tập sau đó của Vanessa Hudgens, A Musical Tribute và trong tuyển tập của Disney, Disney Channel Playlist, đã được phát hành ngày 9 tháng 6 năm 2009.

## Thông tin bài hát
Trong High School Musical, ca khúc này là bài hát được Troy và Gabriella chọn để thể hiện trong buổi thi chọn nhân vật chính cho vở nhạc kịch vòng 2. Đối thủ duy nhất của họ trong cuộc thi này là hai chị em Sharpay và Ryan, những người đã thể hiện ca khúc "Bop to the Top". Troy và Gabriella suýt nữa đã không kịp đến buổi thử giọng do âm mưu của Sharpay và Ryan: lấy tư cách mình là chủ tịch câu lạc bộ kịch thuyết phục cô giáo dạy kịch đổi ngày diễn ra cuộc thi, để nó trùng với ngày Troy bận thi bóng rổ và Gabriella bận thi khoa học. Dù sao thì cuối cùng, với sự thể hiện thành công của mình, Troy và Gabriella cũng là người chiến thắng.

## Danh sách bài hát
Đĩa đơn quốc tế
1. "Breaking Free"
2. "Start of Something New"
3. "Bop to the Top"

Đĩa đơn Ý
1. "Breaking Free"
2. "Start of Something New"
3. "Se Provi a Volare" (Biểu diễn bởi Luca Dirisio)

Đĩa đơn Mexico
1. "Eres Tú" (Biểu diễn bởi Belanova)

Đĩa đơn Bồ Đào Nha
1. "Breaking Free"
2. "O Que Eu Procurava" (Biểu diễn bởi Ludov)
3. "Só Tem Que Tentar"

Đĩa đơn Pháp
1. "Breaking Free"

Đĩa đơn Đức
1. "Breaking Free"
2. "Breaking Free" (Instrumental)
3. "Breaking Free"

Đĩa đơn châu Á
1. "Breaking Free" (Biểu diễn bởi Vince Chong, Nikki Gil và Alicia Pan)

Đĩa đơn Trung Quốc
1. "Breaking Free (Phiên bản Quan thoại)"

## Bảng xếp hạng
| Bảng xếp hạng (2006–07)         | Vị trí cao nhất |
| ------------------------------- | --------------- |
| Úc (ARIA)                       | 13              |
| Đức (GfK)                       | 46              |
| Ireland (IRMA)                  | 17              |
| Ý Digital Singles (FIMI)        | 17              |
| Hà Lan (Single Top 100)         | 36              |
| New Zealand (Recorded Music NZ) | 4               |
| Scotland (OCC)                  | 6               |
| Anh Quốc (OCC)                  | 9               |
| Hoa Kỳ Billboard Hot 100        | 4               |
| Hoa Kỳ Pop 100 (Billboard)      | 6               |

| Bảng xếp hạng (2006)            | Vị trí |
| ------------------------------- | ------ |
| Úc (ARIA)                       | 95     |
| New Zealand (Recorded Music NZ) | 14     |

## Chứng nhận
| Quốc gia                                                                                             | Chứng nhận | Số đơn vị/doanh số chứng nhận |
| --- | ---------- | ----------------------------- |
| Đức (BVMI)                                                                                           | Vàng       | 250.000‡                      |
| Anh Quốc (BPI)                                                                                       | Vàng       | 400.000‡                      |
| Hoa Kỳ (RIAA)                                                                                        | Vàng       | 500.000*                      |
| * Chứng nhận dựa theo doanh số tiêu thụ. ‡ Chứng nhận dựa theo doanh số tiêu thụ và phát trực tuyến. |            |                               |